# Taxila
Taxila (Punjabi, Urdu: ٹيڪسيلا) var en antik by grundlagt omkring 600 f.v.t. ikke langt fra det nuværende Rawalpindi i Punjab, Pakistan. Byen var hovedstad i Gandhara, et rige, der senere blev erobret af Baktrien.
I 1980 blev Taxila optaget på UNESCOs verdensarvsliste.